# Klasztor Dominikanów w Kownie
Klasztor Dominikanów w Kownie – dawny klasztor dominikanów w Kownie, powstały w XVII w. i zlikwidowany w 1845. W latach 1866–1915 należący do niego kościół funkcjonował jako gimnazjalna cerkiew prawosławna. Został on zwrócony katolikom w 1915.

## Historia
Fundatorami klasztoru byli D. Narkiewicz, J. Białłozor i J. Worłowski, którzy w latach 1631 i 1641 przekazali zakonowi dominikanów posiadane przez siebie kamienice przy ul. Wileńskiej w Kownie. Przebudowa tychże obiektów na kompleks klasztorny trwała od 1678 do ostatnich lat XVII w. W kolejnym stuleciu dobudowano dodatkowo kilka budynków gospodarczych.

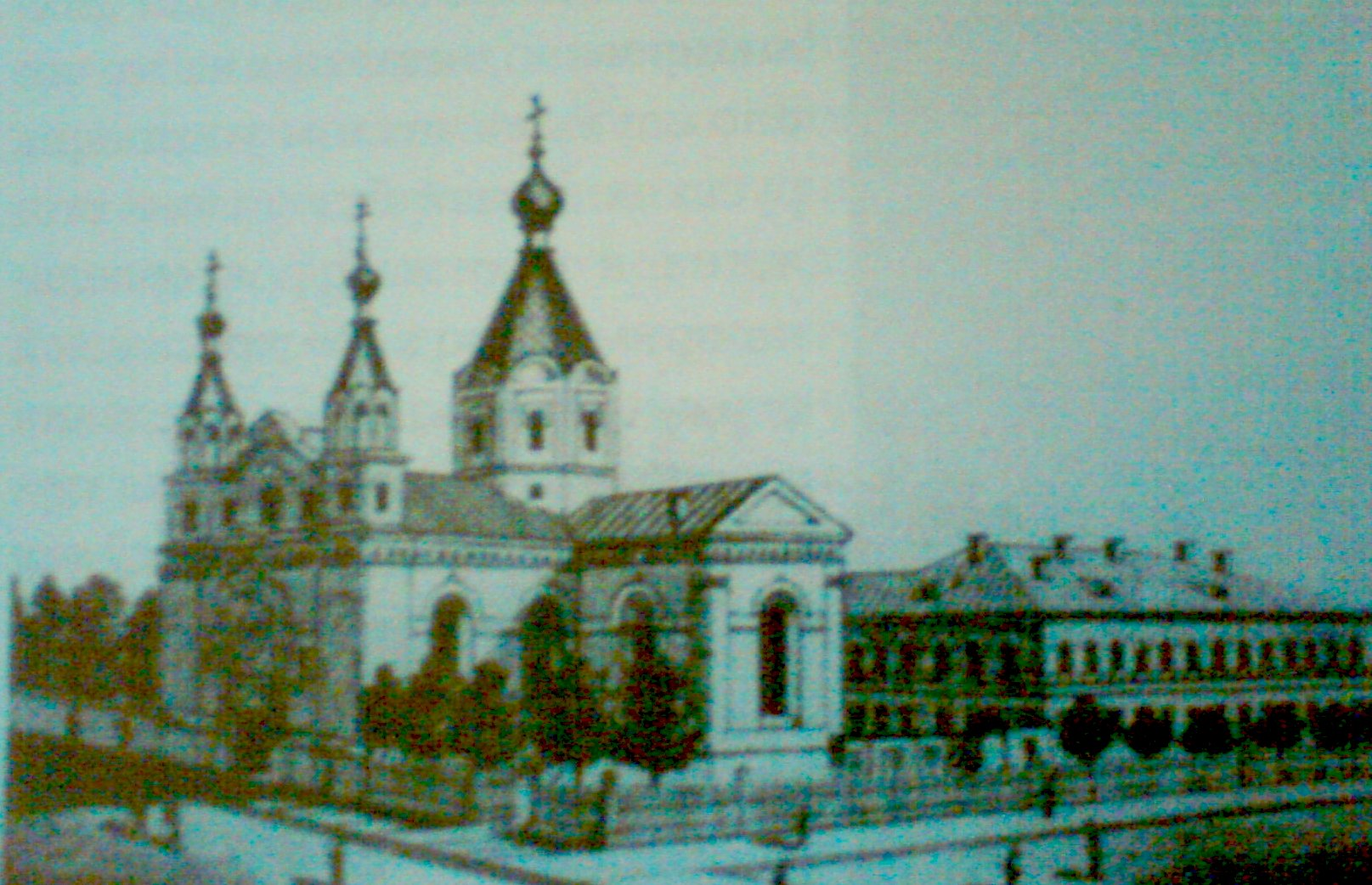
Kościół w klasztorze po przebudowie na cerkiew w czasach zaborów

W 1845 klasztor dominikanów został zamknięty. Kościół Przenajświętszego Sakramentu został zamieniony w magazyn, zaś w latach 1863–1866 gruntownie przebudowany na cerkiew. Świątynię pod wezwaniem Czterech Świętych Cudotwórców Moskiewskich: św. Piotra, św. Aleksego, św. Jonasza i św. Filipa, ponownie wyświęcił 22 października 1866 biskup kowieński Aleksander (Dobrynin). W dawnym budynku klasztornym rozmieszczono gimnazjum męskie. Po wejściu armii niemieckiej do Kowna w 1915 obiekt został zaadaptowany na kościół garnizonowy. W 1919, po przebudowie, dawny kościół dominikański stał się katolicką świątynią akademicką. W 1945 władze stalinowskie zlikwidowały kościół, w którym w 1965 zlokalizowano teatr. Wierni odzyskali obiekt po 1991.

## Architektura

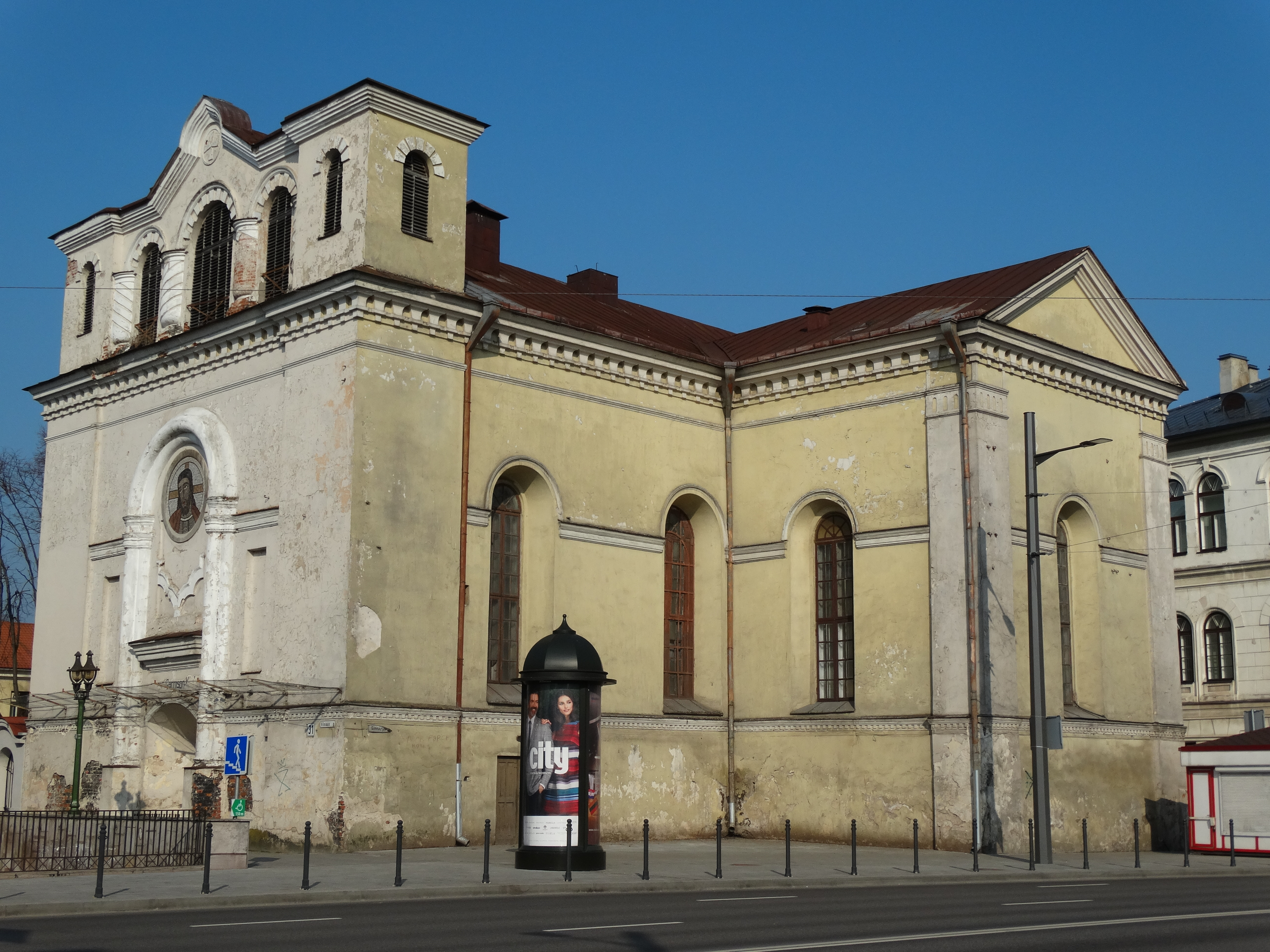
Widok kościoła z boku przed renowacją

Kościół Przenajświętszego Sakramentu jest wzniesiony na planie krzyża, z półkoliście zamkniętym prezbiterium. Jego fasada pierwotnie była utrzymana w stylu barokowym, przebudowanym w XIX w. na typowy dla rosyjskiej architektury sakralnej styl neobizantyjski. Centralnym punktem fasady jest mozaika z postacią Chrystusa. Elewacja ta była pierwotnie dwuwieżowa, obydwie wieże wieńczyły cebulaste kopułki. Bęben z niewielką cebulastą kopułą znajdował się pierwotnie również w miejscu skrzyżowania się nawy głównej i transeptu. W nawie znajduje się sklepienie kolebkowe, pod kościołem przetrwały krypty.
Budynki mieszkalne klasztoru to dwa zbudowane na planie prostokąta korpusy; jeden z nich łączy się z budynkiem kościoła. Od strony południowo-zachodniej na budynku klasztoru zachował się barokowy szczyt zwieńczony attyką. Całość otacza ażurowe ogrodzenie.